# Агин (станция)
Аги́н — железнодорожная станция Южно-Кавказской железной дороги. Расположена к в 26 километрах к югу от Гюмри, на берегу пограничного с Турцией Ахурянского водохранилища. Названа по одноимённому селу.

## История
Станция открыта в 1902 году в составе пускового участка Гюмри — Ереван. В 1966 году станция электрифицирована при электрификации участка Гюмри — Ани, запущено движение пригородных электропоездов.

## Описание
Станция состоит из 4 путей, из них три пути электрифицированы (кроме крайнего западного). Рядом с крайним восточным путём расположена пассажирская посадочная платформа для остановки электропоездов. У посадочной платформы расположено здание ДС (вокзал). В 2010 году проведён капитальный ремонт средних путей станции.

## Деятельность
Так как станция расположена на однопутной линии, то по ней производится скрещивание встречных поездов, а также остановка пригородных электропоездов, продажа билетов на них. Пассажирские поезда дальнего следования не останавливаются.